# 黒木ヨウドウ
黒木 ヨウドウ（くろき ようどう、黒木洋道、Yowdow Kuroki、1975年 - ）は、日本のデジタルマーケティングコンサルタント、ラジオパーソナリティ。
福岡県を拠点に、企業のデジタル戦略支援のほか、テレビ・ラジオ番組でコメンテーターを務める。

## 経歴

### 初期の職歴
- 九州大学卒業後、福岡市内の制作プロダクションでウェブ部門を担当し、NTTドコモ九州の環境啓発サイトなどを手掛けた[1]。
- 広告代理店・電通九州でウェブディレクターを経験したのち、2004年にウェブ制作会社株式会社ディーゼロへ入社。2010年代には取締役CPOを務めた[2]。

### アクセンチュアへ転身
- 2021年、ディーゼロがKaizen Platformの子会社となった同時期に取締役を退任し、アクセンチュア株式会社デジタルマーケティングアドバイザーへ就任[3]。

## メディア活動

### ラジオ
- MOVE for NEXT（コミュニティラジオ天神・FM77.7MHz、2023年 – ）メインパーソナリティ[4]。

### テレビ
| 年     | 番組             | 放送局      | 役割                 |
| ------ | ---------------- | ----------- | -------------------- |
| 2024   | バリはやッ!ZIP!  | 福岡放送    | 月曜コメンテーター   |
| 2024 – | サンデーウォッチ | RKB毎日放送 | 不定期コメンテーター |

## 受賞
- 2002年 – 福岡広告協会賞（NTTドコモ九州ウェブサイト）[1]